# شولتزي

شولتزي هي كومونا تقع في أقليم بييمونتي، إيطاليا.